# Santos Ortíz
José Santos Ortíz Asencio (San Miguel, 22 gennaio 1990) è un calciatore salvadoregno, centrocampista dell'Águila e della Nazionale salvadoregna.

## Caratteristiche tecniche
Centrocampista centrale, può giocare anche come esterno di centrocampo.

## Carriera

### Club
Comincia a giocare al Dragón. Nel 2015 è stato acquistato dall'Águila.

### Nazionale
Ha debuttato in Nazionale il 30 agosto 2014, nell'amichevole El Salvador-Repubblica Dominicana (2-0), in cui è subentrato a Raúl Renderos al minuto 79. Ha partecipato, con la Nazionale, alla CONCACAF Gold Cup 2019.

## Statistiche

### Cronologia presenze e reti in nazionale
| Cronologia completa delle presenze e delle reti in nazionale ― El Salvador | Cronologia completa delle presenze e delle reti in nazionale ― El Salvador | Cronologia completa delle presenze e delle reti in nazionale ― El Salvador | Cronologia completa delle presenze e delle reti in nazionale ― El Salvador | Cronologia completa delle presenze e delle reti in nazionale ― El Salvador | Cronologia completa delle presenze e delle reti in nazionale ― El Salvador | Cronologia completa delle presenze e delle reti in nazionale ― El Salvador | Cronologia completa delle presenze e delle reti in nazionale ― El Salvador |
| Data                                                                       | Città                                                                      | In casa                                                                    | Risultato                                                                  | Ospiti                                                                     | Competizione                                                               | Reti                                                                       | Note                                                                       |
| -------------------------------------------------------------------------- | -------------------------------------------------------------------------- | -------------------------------------------------------------------------- | -------------------------------------------------------------------------- | -------------------------------------------------------------------------- | -------------------------------------------------------------------------- | -------------------------------------------------------------------------- | -------------------------------------------------------------------------- |
| 31-8-2014                                                                  | San Salvador                                                               | El Salvador                                                                | 2 – 0                                                                      | Rep. Dominicana                                                            | Amichevole                                                                 | -                                                                          | 79’                                                                        |
| 14-10-2014                                                                 | Harrison                                                                   | El Salvador                                                                | 1 – 5                                                                      | Ecuador                                                                    | Amichevole                                                                 | -                                                                          | 88’                                                                        |
| 13-11-2015                                                                 | Città del Messico                                                          | Messico                                                                    | 3 – 0                                                                      | El Salvador                                                                | Qual. Mondiali 2018                                                        | -                                                                          | 78’                                                                        |
| 17-2-2016                                                                  | Panama                                                                     | Panama                                                                     | 2 – 0                                                                      | El Salvador                                                                | Amichevole                                                                 | -                                                                          | 71’                                                                        |
| 2-3-2016                                                                   | Città del Guatemala                                                        | Guatemala                                                                  | 1 – 0                                                                      | El Salvador                                                                | Amichevole                                                                 | -                                                                          | 37’ 77’                                                                    |
| 29-3-2016                                                                  | San Pedro Sula                                                             | Honduras                                                                   | 2 – 0                                                                      | El Salvador                                                                | Qual. Mondiali 2018                                                        | -                                                                          | 46’                                                                        |
| 27-3-2019                                                                  | Washington                                                                 | Perù                                                                       | 0 – 2                                                                      | El Salvador                                                                | Amichevole                                                                 | -                                                                          | 80’                                                                        |
| 2-6-2019                                                                   | Washington                                                                 | El Salvador                                                                | 1 – 0                                                                      | Haiti                                                                      | Amichevole                                                                 | -                                                                          | 54’                                                                        |
| 9-6-2019                                                                   | Rifu                                                                       | Giappone                                                                   | 2 – 0                                                                      | El Salvador                                                                | Amichevole                                                                 | -                                                                          | 88’                                                                        |
| 26-6-2019                                                                  | Los Angeles                                                                | Honduras                                                                   | 4 – 0                                                                      | El Salvador                                                                | Gold Cup 2019 - 1º turno                                                   | -                                                                          | 61’                                                                        |
| 19-1-2020                                                                  | Los Angeles                                                                | El Salvador                                                                | 0 – 1                                                                      | Islanda                                                                    | Amichevole                                                                 | -                                                                          |                                                                            |
| 10-10-2024                                                                 | Arnos Vale                                                                 | Saint Vincent e Grenadine                                                  | 2 – 3                                                                      | El Salvador                                                                | CONCACAF Nations League 2023-2024 - 1º turno                               | 1                                                                          | 64’                                                                        |
| 13-10-2024                                                                 | Arnos Vale                                                                 | Martinica                                                                  | 1 – 0                                                                      | El Salvador                                                                | CONCACAF Nations League 2023-2024 - 1º turno                               | -                                                                          | 46’                                                                        |
| 14-11-2024                                                                 | San Salvador                                                               | El Salvador                                                                | 1 – 0                                                                      | Bonaire                                                                    | CONCACAF Nations League 2024-2025 - 1º turno                               | -                                                                          | 80’                                                                        |
| 17-11-2024                                                                 | San Salvador                                                               | El Salvador                                                                | 1 – 0                                                                      | Montserrat                                                                 | CONCACAF Nations League 2024-2025 - 1º turno                               | -                                                                          | 68’ 79’                                                                    |
| 31-5-2025                                                                  | Chattanooga                                                                | El Salvador                                                                | 1 – 1                                                                      | Guatemala                                                                  | Amichevole                                                                 | -                                                                          | 46’                                                                        |
| 6-6-2025                                                                   | The Valley                                                                 | Anguilla                                                                   | 0 – 3                                                                      | El Salvador                                                                | Qual. Mondiali 2026                                                        | 1                                                                          | 68’                                                                        |
| 10-6-2025                                                                  | San Salvador                                                               | El Salvador                                                                | 1 – 1                                                                      | Suriname                                                                   | Qual. Mondiali 2026                                                        | -                                                                          | 46’                                                                        |
| Totale                                                                     |                                                                            | Presenze                                                                   | 19                                                                         |                                                                            | Reti                                                                       | 2                                                                          |                                                                            |